# Arantxa Sánchez Vicario
Arantxa Sánchez Vicario (n. 18 decembrie 1971, Barcelona, Catalonia, Spania) este o fostă jucătoare spaniolă de tenis, fost lider mondial timp de 12 săptămâni și câștigătoare a French Open în 1989, 1994 și 1998 și a US Open în 1994.